# South Bristol (New York)
South Bristol est une ville du comté d'Ontario, dans l'État de New York, aux États-Unis,. En 2010, elle comptait une population de 1 590 habitants.

## Démographie
Lors du recensement de 2010, la ville comptait une population de 1 590 habitants. Elle est estimée, en 2016, à 1 587 habitants.